# Opius chromatomyiae
Espèce
Opius chromatomyiae est une espèce d'insectes hyménoptères parasites de la famille des Braconidae et originaire du Sud-Est asiatique.

## Systématique
L'espèce Opius chromatomyiae a été décrite en 2004 par l'entomologiste polonais Sergey Alexandrovich Belokobylskij (d) (1958-) et l'entomologiste américain Robert A. Wharton (d) (1947-) sous le protonyme Opius (Opiothorax) chromatomyiae dans une publication coécrite avec l'entomologiste australien John La Salle (d) (1951-2018). 

## Étymologie
Son épithète spécifique, chromatomyiae, fait référence à son espèce hôte, Phytomyza horticola Goureau, 1951, un insecte diptère de la famille des Phytomyzinae.

## Publication originale
- (en) Sergey A. Belokobylskij, Robert A Wharton et John La Salle, « Australian species of the genus Opius Wesmael (Hymenoptera: Braconidae) attacking leaf-mining Agromyzidae, with the description of a new species from South-east Asia », Australian Journal of Entomology, Wiley-Blackwell, vol. 43, no 2,‎ mai 2004, p. 138-147 (ISSN 1326-6756 et 1440-6055, DOI 10.1111/J.1440-6055.2004.00396.X, lire en ligne).